# Kainiten
Als Kainiten bezeichnet man die Anhänger einer gnostischen Sekte des 2. und 3. Jahrhunderts.
Den Kainiten sagte man nach, sie verehrten die alttestamentlichen Sünder, wie Kain, Esau, Korach und die Sodomiter, von denen sie glaubten, dass sie gegenüber Abel, Henoch, Abraham und Mose die vollkommenere Erkenntnis besessen hätten. Anders als in den neutestamentlichen Evangelien sahen sie auch in Judas Iskariot nicht den verachteten Verräter, sondern denjenigen Jünger, der als einziger die Wahrheit erkannt habe (vergleiche: Judasevangelium).
Die wichtigste Überlieferung zur Sekte der Kainiten ist der Panarion (Widerlegung aller Ketzereien) von Epiphanius, Bischof von Salamis († 403). Irenäus von Lyon erwähnt sie in seinem Werk adversus haereses (Gegen die Häresien). Ob sich Tertullian in seiner Schrift de baptismo (Von der Taufe) mit ihnen auseinandersetzt, ist umstritten. Tertullian wendet sich zwar gegen eine bestimmte Gruppe, die die Taufe ablehnt, diese wird aber in den ältesten Textversionen nicht als "Caina", sondern als "canina" bzw. "Gaiana" bezeichnet. Da zudem eine Ablehnung der Taufe durch die Kainiten nur hier belegt ist, aber auch eine Häresie des Gaius sonst unbekannt ist, bleibt es unsicher, gegen wen sich Tertullian wendet.
Erwähnt werden sie in der Literatur beispielsweise in Hermann Hesses Demian. Die Auffassung der Kainiten über die Erzählung von Kain und Abel wird dort im zweiten Kapitel beschrieben.